# 最後もやっぱり君
「最後もやっぱり君」（さいごもやっぱりきみ）は、2015年11月11日にエイベックス・ミュージック・クリエイティヴ（avex traxレーベル）から発売のKis-My-Ft2の15作目のシングル曲。

## 背景とリリース
前作との2ヶ月連続リリース。
前作同様、初回生産限定盤、通常盤、キスマイショップ限定盤の3形態での販売である。
レンタルではKIS-MY-TALKは未収録。

## チャート成績
オリコンチャートでは、19.1万枚を売り上げ週間1位を獲得した。
2作連続で、20万枚を下回るのは彼ら初となった。

## 収録曲

### CD
※「On Your Mark」以降、通常盤のみ収録。
1. 最後もやっぱり君 [5:07]
作詞・作曲：つんく、編曲：大久保薫
  - 玉森裕太主演 映画『レインツリーの国』主題歌
2. Last Lover [4:18]
作詞：胡月みなと、作曲・編曲：原一博
3. On Your Mark [4:49]
作詞：KOMU、作曲・編曲：Andreas Ohrn・Henrik Smith
4. 君のいる街 [4:28]
作詞・作曲：竹内雄彦、編曲：千葉純治
5. KIS-MY-TALK（bonus track）

### DVD

#### 初回生産限定盤
1. 「最後もやっぱり君」MUSIC VIDEO
2. メイキングドキュメント

#### キスマイSHOP盤
1. 「最後もやっぱり君」レコーディングドキュメント

## 収録作品
| 楽曲タイトル     | 収録                 | 収録                                                                |
| ---------------- | -------------------- | ------------------------------------------------------------------- |
| 最後もやっぱり君 | CDシングル           | 『最後もやっぱり君』                                                |
| 最後もやっぱり君 | ミュージック・ビデオ | 『最後もやっぱり君』〈初回生産限定盤〉                              |
| 最後もやっぱり君 | ライブ映像           | 『2015 CONCERT TOUR 『KIS-MY-WORLD』』〈Blu-ray盤〉                 |
| 最後もやっぱり君 | CDアルバム           | 『I SCREAM』                                                        |
| 最後もやっぱり君 | ライブ映像           | 『CONCERT TOUR 2016 I SCREAM』                                      |
| 最後もやっぱり君 | CDアルバム           | 『BEST of Kis-My-Ft2』                                              |
| 最後もやっぱり君 | ミュージック・ビデオ | 『BEST of Kis-My-Ft2』〈初回盤A〉                                   |
| Last Lover       | CDシングル           | 『最後もやっぱり君』                                                |
| On Your Mark     | CDシングル           | 『最後もやっぱり君』〈通常盤〉                                      |
| 君のいる街       | CDシングル           | 『最後もやっぱり君』〈通常盤〉                                      |
| 君のいる街       | ライブ映像           | 『君を大好きだ』〈EXTRA盤〉 （LIVE TOUR 2018 YOU&ME Extra Yummy!!） |